# Bistrilița, Montana
Bistrilița (în bulgară Бистрилица) este un sat în comuna Berkovița, regiunea Montana,  Bulgaria. 

## Demografie
Componența etnică a satului Bistrilița
     Bulgari (99,43%)
     Nicio identificare (0,56%)
     Altele (0%)
La recensământul din 2011, populația satului Bistrilița era de 177 locuitori. Din punct de vedere etnic, majoritatea locuitorilor (99,43%) erau bulgari. Pentru 0,56% din locuitori nu este cunoscută apartenența etnică.